# Knölvänderot
Knölvänderot (Valeriana tuberosa) är en växtart i familjen vänderotsväxter.